# Sinularia inexplicita
Sinularia inexplicita is een zachte koraalsoort uit de familie Alcyoniidae. De koraalsoort komt uit het geslacht Sinularia. Sinularia inexplicita werd in 1970 voor het eerst wetenschappelijk beschreven door Tixier-Durivault. 